# Rapid Lake
Rapid Lake (engelska) eller Lac-Rapide (franska) är ett reservat för algonkiner i provinsen Québec i Kanada. Det ligger i regionen Outaouais, i den sydöstra delen av landet, 220 km norr om huvudstaden Ottawa.